# Bremia
Bremia è un genere di Oomycota appartenente alla famiglia delle Peronosporaceae. Dal punto di vista morfologico, presenta rami sporangiofori ben differenziati, che si ramificano più volte; le ultime ramificazioni terminano con un rigonfiamento a forma di vescicola, che porta da 2 a 8 sterigmi su cui si inseriscono gli sporangi, di forma ovale o ellittica, che germinano per micelio. Appartiene a questo genere la specie Bremia lactucae, parassita della lattuga.